# Secorún
Secorún  (en aragonais : Secrún) est un village de la province de Huesca, situé dans la Guarguera, à une quinzaine de kilomètres au sud-est de la ville de Sabiñánigo. Il est aujourd'hui inhabité. Il se situe à proximité du village de Laguarta. Un ermitage de style roman dédié à saint Jacques se trouve à proximité.